# Комишнянська селищна рада
Комишнянська селищна рада — орган місцевого самоврядування в Миргородському районі Полтавської області з центром у смт Комишні. Окрім Комишні, раді підпорядковані населені пункти:
1. с. Булуки
2. с. Лісове
3. с. Ступки
4. с. Шульги

## Історія
Ліквідовані населені пункти:
- с. Їжаки
- с. Заводище
- с. Зірка
- с. Марківське
- с. Савицьке

## Влада
Загальний склад ради — 20
Селищні голови (голови селищної ради)
- Харченко Володимир Іванович[1]

31.10.2010 — зараз